# Dmitrij Jakowienko
Dmitrij Olegowicz Jakowienko, ros. Дмитрий Олегович Яковенко (ur. 28 czerwca 1983 w Omsku) – rosyjski szachista, arcymistrz od 2001 roku.

## Kariera szachowa
W szachy gra od trzeciego roku życia. Już w wieku 7 lat posiadał I kategorię szachową, a mając lat 14 otrzymał tytuł mistrza międzynarodowego. W 1999 r. zdobył w Oropesa del Mar tytuł wicemistrza świata juniorów do 16 lat, natomiast w 2001 r. (w tym samym mieście) – tytuł mistrza świata w kategorii do lat 18. W 2002 r. podzielił I m. w otwartym turnieju w Pardubicach. W 2005 zwyciężył w Montrealu. W 2006 r. podzielił I m. w mistrzostwach Moskwy. Na początku 2007 r. podzielił II miejsca w dwóch silnie obsadzonych turniejach: Corus B w Wijk aan Zee (za Pawłem Eljanowem) oraz Aerofłot Open w Moskwie (za Jewgienijem Aleksiejewem) oraz zwyciężył w miejscowości Pojkowskij. W tym samym roku zdobył w Dreźnie brązowy medal indywidualnych mistrzostw Europy oraz awansował do V rundy (ćwierćfinału) Pucharu Świata w Chanty-Mansyjsku. W 2008 r. ponownie zwyciężył w miejscowości Pojkowskij (wspólnie z Siergiejem Rublewskim, Wugarem Gaszimowem i Aleksiejem Szyrowem). W 2012 r. zdobył w Płowdiwie tytuł indywidualnego mistrza Europy, zwyciężył również w kołowym turnieju w Pojkowskim. W 2013 r. zdobył Puchar Rosji.
Wielokrotnie startował w finałach indywidualnych mistrzostw Rosji, zdobywając 4 srebrne medale (w latach 2005, 2006, 2007, 2014).
Wielokrotnie reprezentował Rosję w turniejach drużynowych, m.in.:
- trzykrotnie na olimpiadach szachowych (w latach 2008, 2010, 2012); trzykrotny medalista: wspólnie z drużyną – srebrny (2012) oraz indywidualnie – dwukrotnie złoty (2008 – na V szachownicy, 2012 – na V szachownicy)[8],
- na drużynowych mistrzostwach świata (w roku 2010); medalista: wspólnie z drużyną – złoty (2010)[9],
- dwukrotnie na drużynowych mistrzostwach Europy (w latach 2007, 2009); trzykrotny medalista: wspólnie z drużyną – złoty (2007) i srebrny (2009) oraz indywidualnie – złoty (2007 – na V szachownicy)[10].

Najwyższy ranking w dotychczasowej karierze osiągnął 1 stycznia 2009 r., z wynikiem 2760 punktów zajmował wówczas 7. miejsce na światowej liście FIDE, jednocześnie zajmując 2. miejsce wśród rosyjskich szachistów.